# Кърстец
 Тази статия е за селото в Северна Македония.  За селото в България вижте Кръстец.  
Кърстец (на македонска литературна норма: Крстец) е село в община Прилеп, Северна Македония.

## География
Селото е разположено високо в Бабуна планина, източно от общинския център Прилеп.

## История
В XIX век Кърстец е изцяло българско село в Прилепска кааза на Османската империя. В „Етнография на вилаетите Адрианопол, Монастир и Салоника“, издадена в Константинопол в 1878 година и отразяваща статистиката на населението от 1873 година, Кърстец (Krstetz) е посочено като село с 26 домакинства и 100 жители българи. Църквата „Свети Никола“ е от 1881 година.
Според статистиката на Васил Кънчов („Македония. Етнография и статистика“) от 1900 година Кърстецъ има 300 жители, всички българи християни.
На Етнографската карта на Битолския вилает на Картографския институт в София от 1901 година Кърстец е чисто българско село в Прилепската каза на Битолския санджак с 22 къщи.
В началото на XX век българското население на селото е под върховенството на Българската екзархия. По данни на секретаря на екзархията Димитър Мишев („La Macédoine et sa Population Chrétienne“) през 1905 година в Кръстец има 176 българи екзархисти и работи българско училище.
При избухването на Балканската война 4 души от Кърстец са доброволци в Македоно-одринското опълчение.
Според преброяването от 2002 година селото има 1 жител, северномакедонец.

## Личности
Родени в Кърстец
- Димко, деец на ВМОРО, участвал в убийството на сърбоманския войвода Вангел Скопянчето в 1915 година[8]
- Петре Васил, българин, православен, арестуван преди април 1904 година,[9] обвинен в „присъединяване към българските разбойници и вършене на разбойничество с цел да се наруши редът“, осъден от Извънредния съд на 7 години каторга, лежал в Битолския затвор, амнистиран с общата амнистия от 12 април 1904 година[10]

Починали в Кърстец
- Димко Кочовски (? – 1907), български революционер от ВМОРО
- Коне Алексов (? – 1907), ръководител на ВМОРО от Селце, убит от сърби в Кърстец[11]